# Лукомье
Лукомье (укр. Лукім'я) — село, Оржицкая поселковая община, Лубенский район, Полтавская область, Украина.
Код КОАТУУ — 5323683601. Население по переписи 2001 года составляло 628 человек.

## Географическое положение
Село Лукомье находится на правом берегу реки Сула, выше по течению на расстоянии в 1,5 км расположено село Колодна, на противоположном берегу — село Загребля. Река в этом месте извилистая, образует лиманы, старицы и заболоченные озёра. Через село проходит автомобильная дорога Т-1709.

## История
1178 год — дата основания (древнерусский Лукомль).
В 1662 году Юрий Хмельницкий приказал истребить жителей; спаслись немногие.
В 1679 году татары вновь опустошили Лукомье и окрестности.
Успенская церковь известна с 1765 года (к ней была приписана Троицкая в Чирковке).
Село указано на карте частей Киевского, Черниговского и других наместничеств 1787 года как Лукомля.
После 1927 года присоединена Чирковка.

## Экономика
- «Лукомье», сельскохозяйственное ООО.

## Объекты социальной сферы
- Школа.
- Дом культуры.